# Schuldenerlass
Schuldenerlass ist ein Vertrag zwischen Gläubiger und Schuldner, der zum teilweisen oder ganzen Erlöschen der betroffenen Schulden führt. Der Schuldenerlass ist neben der Möglichkeit, den Zeitplan der Rückzahlungen abzuändern, eine Sanierungsmaßnahme für Schuldner in der Krise. Umgangssprachlich wird der Schuldenerlass auch „Schuldenschnitt“ genannt.

## Allgemeines
In Deutschland und allen anderen Ländern geht das Gesetz davon aus, dass Schulden dem Gläubiger vertragsgemäß zurückzuzahlen sind. Es verbindet in § 488 Abs. 1 BGB die Darlehensgewährung mit einer Rückzahlungspflicht, die die Hauptpflicht des Schuldners darstellt. Aber nicht nur die vertragsgemäße Rückzahlung bringt Schulden zum Erlöschen, sondern auch der Erlassvertrag (§ 397 Abs. 1 BGB). Er führt dazu, dass die Schulden ganz oder teilweise erlassen werden, also nicht mehr zurückgezahlt werden müssen. Die Forderung (Schuldverhältnis im engeren Sinn) erlischt durch diesen Vertrag. Das ganze Schuldverhältnis (Schuldverhältnis im weiteren Sinn) kann nur durch einen Aufhebungsvertrag aufgehoben werden.
Als Schuldner kommen Privatpersonen, Unternehmen oder Staaten mit ihren Untergliederungen in Frage. Sie sind in eine Verschuldungskrise geraten, wobei ihr Verschuldungsgrad eine kritische Höhe erreicht hat, die eine Rückzahlung der Schulden unwahrscheinlich erscheinen lässt. Ursache für einen Schuldenerlass ist eine übermäßige Kreditaufnahme des Schuldners bzw. Kreditvergabe des Gläubigers in der Vergangenheit (überhöhte, nicht nachhaltig durch Einnahmen gedeckte Verschuldung), die auf strukturelle Probleme zurückzuführen ist. Ein Schuldenerlass wirkt nicht ursachenadäquat und belohnt unter Umständen Misswirtschaft und (bei Staaten) schlechte Wirtschaftspolitik. Die Kreditaufnahme ist übermäßig, wenn sie die Schuldentragfähigkeit des Schuldners deutlich übersteigt.

## Erlassgründe
Gläubiger verzichten ungern auf ihnen zustehende Vermögensrechte. Selbst in der Krise ihrer Kreditnehmer haben Gläubiger verschiedene Möglichkeiten, ihre Forderung beim Schuldner einzutreiben. Die am häufigsten gewählte Form ist die Zwangsvollstreckung in das bewegliche oder unbewegliche Vermögen des Schuldners, das den Gläubigern als Haftungsmasse zur Verfügung steht. Die Zwangsvollstreckung wegen Geldforderungen ist in den §§ 803 ff. ZPO geregelt. Ist jedoch die finanzielle Lage des Schuldners derart aussichtslos, dass nicht mit Erlösen aus einer Zwangsvollstreckung in das Vermögen des Schuldners zu rechnen ist – der Schuldner mithin als vermögenslos bezeichnet werden kann – bietet sich eine Konsolidierung, Stundung, Umschuldung oder als radikalste Form der Schuldenerlass an. Als Vertrag setzt der Erlass voraus, dass beide Vertragsparteien sich über den Erlass einigen; ein einseitiger Verzicht durch den Gläubiger bringt indes das Schuldverhältnis nicht zum Erlöschen.

## Arten der Schuldner
Wird in Deutschland einer natürlichen Person eine Schuld erlassen, so kann dies vertraglich durch den Erlassvertrag oder gesetzlich im Wege der Restschuldbefreiung innerhalb der Privatinsolvenz nach den §§ 286 ff. InsO geschehen. Nach Ablauf einer Wohlverhaltensperiode von 6 Jahren erlässt das zuständige Insolvenzgericht die bestehenden Schulden durch Beschluss, falls sich der Schuldner redlich verhalten hat. Er wird somit von allen Forderungen befreit, die im Zeitpunkt der Eröffnung des Insolvenzverfahrens gegen ihn bestanden haben (§ 301 InsO).
Wird ein privatrechtlicher Erlassvertrag geschlossen, also ohne den gesetzlichen Weg über die Privatinsolvenz zu nehmen, so wird in der Praxis von Kreditinstituten den Schuldnern oftmals (gegen Zahlung eines Schuldanteils) nur ein Vertrag mit der Klausel angeboten: „Wir werden nicht weiter gegen den Schuldner vorgehen.“ Diese Formulierung bedeutet ebenfalls einen unbefristeten Forderungsverzicht (unbefristetes pactum de non petendo) gegenüber dem Schuldner. Dieser Erlass soll aber nur zur Konsequenz haben, dass der Gläubiger nicht mehr im Wege der Einzelvollstreckung gegen den Schuldner vorgehen kann, sich jedoch sehr wohl noch an einer denkbaren Gesamtvollstreckung beteiligen könnte (entsprechend §§ 88, § 89 InsO). Konsequenz aus dieser von den Banken versuchten Analogie muss dann aber auch sein, dass alle Folgen eines abgeschlossenen Insolvenzverfahren eintreten, wenn es zu einer solchen Insolvenz gar nicht mehr kommt: Die noch bestehenden Verbindlichkeiten können von den Gläubigern nicht mehr verlangt werden, und zwar nicht nur vom Schuldner selbst, sondern vor allem auch von seinen Rechtsnachfolgern, z. B. den Erben. Sonst bliebe diesen nämlich nur der Erbverzicht bei überschuldetem Nachlass trotz des Verzichts. Rechtsprechung hierzu existiert noch nicht. Aus der Literatur, insbesondere über das römische Recht, geht allerdings hervor, dass ein unbefristetes pactum de non petendo als Verzicht auf Dauer mit Wirkung auch zugunsten Dritter und der Erben angesehen werden darf.
Werden einem Unternehmen in dessen Unternehmenskrise Schulden erlassen (fehlerhaft Forderungsverzicht genannt), so entstehen außerordentliche Buchgewinne („Sanierungsgewinne“), die dessen Verlust mindern. Hiermit geht eine Verbesserung des Eigenkapitals einher. Eine direkte Liquiditätswirkung ist damit zunächst nicht verbunden; die Liquidität wird erst künftig durch die ausbleibenden Zins- und Tilgungsraten entlastet. Für das verzichtende Unternehmen hingegen tritt korrespondierend eine Vermögensvernichtung ein, weil es die erlassene Forderung bilanziell abzuschreiben hat. Die Abschreibung wiederum mindert als außerordentlichen Aufwand die Gewinne oder erhöht die Verluste, sodass eine entsprechende Verminderung des Eigenkapitals eintritt.
Auf Staatsebene ist der Schuldenerlass das letzte Mittel zur Abwendung eines drohenden Moratoriums oder gar Staatsbankrotts. Hochverschuldete Staaten, insbesondere im Rahmen der Entwicklungsländer, aber auch im Falle Griechenlands, sind nicht mehr in der Lage, aus Zentralbankguthaben, Steuereinnahmen oder laufenden Exporterlösen ihren Schuldendienst zu bestreiten. Griechenland musste am 19. Mai 2010 insgesamt 8,5 Mrd. Euro an Zinsen und Tilgungen leisten, für die keine Liquidität vorhanden war. Das Szenario hierfür war vorgezeichnet: Griechische Banken hielten 40 Mrd. Euro griechische Staatsanleihen (und nur 25 Mrd. Euro Eigenkapital), die vom Staat nicht mehr bedient worden wären. Folge wäre eine Konkurswelle im griechischen Bankwesen gewesen, die als Ansteckungseffekt die griechische und möglicherweise auch die europäische Wirtschaft massiv getroffen hätte. Letztlich wäre hierdurch die Stabilität des Euro und die Existenz des Eurosystems in Frage gestellt worden. Schuldenerlasse kommen weltweit – insbesondere bei den Entwicklungsländern – häufig vor. Eine Übersicht über den Schuldenerlass gegenüber den so genannten 18 graduierten HIPC (Heavily Indebted Poor Countries) wird vom Bundesfinanzministerium herausgegeben.

## Arten des Schuldenerlasses
Rechtlich wird zwischen einem unbedingten und einem bedingten Erlass unterschieden. Der unbedingte Erlass ist nicht an irgendwelche Bedingungen geknüpft. Der bedingte Erlass beinhaltet meist die auflösenden Bedingungen eines Besserungsscheins. Häufig verwendete Bedingung ist bei einem Unternehmen in der Krise, dass dessen Schulden nur dann endgültig erlöschen, wenn es während einer bestimmten Laufzeit keine Gewinne erwirtschaften kann. Entstehen jedoch Gewinne oder das Unternehmen gesundet wirtschaftlich anderweitig, so leben bedingungsgemäß die erlassenen Schulden wieder auf und müssen zurückgezahlt werden.
Insbesondere im Bereich der Anleihen kann der Schuldner einen teilweisen oder gänzlichen Schuldenerlass gegen den Willen eines einzelnen Gläubigers erzwingen, sofern in den Anleihebedingungen eine entsprechende Collective Action Clause hinterlegt ist und eine Mehrheit von mehr als 75 % der Gläubiger in der Gläubigerversammlung dem Schuldenerlass zustimmt.

## Handels- und steuerrechtliche Aspekte
Ein Schuldenerlass aus betrieblichen Gründen bedeutet für den Gläubiger dem Bundesfinanzhof (BFH) zufolge einen Aufwand und damit eine Vermögensminderung. Aus betrieblichen Gründen wird eine Schuld erlassen, wenn der Erlass der Sanierung des Unternehmens des Schuldners dienen soll. Es genügt die Vorstellung des Gläubigers, dass der Erlass für die weitere Existenz des Unternehmens des Schuldners notwendig sei.
Ist der Gläubiger ein Gesellschafter der sanierungsbedürftigen Gesellschaft, kommt als Rechtsgrundlage des Schuldenerlasses auch das Gesellschaftsverhältnis zu dieser in Betracht. Ein gesellschaftlich veranlasster Erlass führt weder zu einem Sanierungsgewinn bei der Gesellschaft noch zu einem entsprechenden Sanierungsaufwand beim Gesellschafter, sondern ist – in Höhe des werthaltigen Teils der Forderung – als verdeckte Einlage des Gesellschafters in das Gesellschaftsvermögen der Schuldnergesellschaft zu beurteilen.

## Wirkungen
Der Erlass ist aus Sicht des Schuldners häufig die beste Art der Sanierung, weil erlassene Schulden erlöschen. Ein Schuldenerlass gilt in weiten Kreisen der Öffentlichkeit als Rettungsmaßnahme von Schuldnern und damit als für diese vorteilhaft. Er kann jedoch mit negativen Folgen für Gläubiger, Volkswirtschaft und auch für die Schuldner selber einhergehen.
Gläubiger, die auf ihre Forderungen verzichten, schreiben Verluste. Der Erlass erfordert eine Abschreibung (Forderungserlass), die als Aufwandsposten den Gewinn mindert oder den Verlust erhöht. Dies wiederum führt zur Verringerung des Eigenkapitals und damit zu einer Schwächung der eigenen Kreditwürdigkeit. Wird der Schuldenerlass von Kreditinstituten gegenüber Unternehmen ausgesprochen, müssen etwaige Kreditsicherheiten zurück übertragen werden. Akzessorische Kreditsicherheiten wie die Bürgschaft und Pfandrechte erlöschen automatisch, nicht akzessorische Sicherheiten wie Sicherungsübereignung, Abtretung oder Grundschulden müssen zurück übertragen werden. Beim Schuldner führt der Schuldenerlass zu künftig ausbleibendem Zins- und Tilgungsdienst und dadurch zu einer Verbesserung seiner Ertragskraft und Liquidität.
Auch Gläubigerstaaten verringern ihr Staatsvermögen, denn erwartete Einnahmen aus der Rückzahlung von Forderungen und Zinseinnahmen bleiben aus. Die erlassbedingt verringerten Einnahmen müssen unter Umständen durch andere Maßnahmen (z. B. Steuererhöhungen oder eigene Kreditaufnahmen) ausgeglichen werden.

## Folgen
Mit einem Schuldenerlass gegenüber privaten Schuldnern wird die Erwartung verbunden, dass diese dadurch wirtschaftlich saniert werden und eine dauerhafte Schuldentragfähigkeit entwickeln (siehe auch Kapitaldienstfähigkeit). Schuldenerlasse haben jedoch nicht notwendigerweise eine günstige Entwicklungen zur Folge. Sie können auch die künftige Kreditwürdigkeit beeinträchtigten, weil sie Indizien für Misswirtschaft und/oder strukturelle Probleme sein können, die durch einen bloßen Erlass nicht beseitigt werden.
Sanierungsbedürftige Unternehmen verringern mittelfristig durch den Schuldenerlass ihre Zinsaufwendungen und stärken damit ihre Ertragslage. Außerdem verbessern sie durch die Ausbuchung der erlassenen Verbindlichkeiten ihre Eigenkapitalquote.
Ein Kritikpunkt an Schuldenerlassen gegenüber Staaten besteht darin, dass sie die Schuldnerstaaten dazu ermutigen können, strukturelle Probleme nicht zu beseitigen. Außerdem kann argumentiert werden, dass Schuldenerlasse zu Kosten zukünftiger Kapitalhilfen gehen. Schuldenerlass können als Signal aufgefasst, werden aus denen ein moralisches Risiko erwächst: Bei hochverschuldeten Staaten besteht die Gefahr, dass sie sich in Aussicht eines zukünftigen Schuldenerlasses hoch verschulden (moralisches Risiko des Schuldners). Ebenso könnten Gläubiger, die sich nicht an diesen Schuldenerlassen beteiligen, den durch den Schuldenerlass entstandenen Finanzierungsspielraum zur weiteren Kreditgewährung nutzen (moralisches Risiko des Gläubigers). Insgesamt wird daher angeführt, dass der Schuldenerlass für die Schuldnerländer Anreize bietet, ihre wirtschaftliche Leistungsfähigkeit nicht zu steigern. Auf Grund des moralischen Risikos wird befürchtet, dass ein Staat sich nach einem Schuldenerlass erneut überschuldet, weil er davon ausgeht, wieder Schulden erlassen zu bekommen. Um dem entgegenzuwirken und diese Fehlanreize durch einen Schuldenerlass zu vermeiden, fordert daher etwa der Ökonom William Easterly, dass ein Schuldenerlass mit der Vereinbarung verbunden wird, dass es keine weiteren Schuldenerlasse geben wird. Innerhalb der HIPC/MDRI-Initiative wurde auf Grund dieser Argumente vereinbart, dass die Erlasse für die betroffenen Staaten einmalig sein sollen.
Der Schuldenerlass kann ein Kreditereignis darstellen, wenn er – oder die vorgenommene Schuldenkürzung – in einem Kreditvertrag, einer Anleihe oder einem Credit Default Swap erwähnt ist. Dann löst er dort einen Kündigungsgrund seitens des Gläubigers oder die Zahlungspflicht des Sicherungsgebers beim Credit Default Swap aus. Konkret war der Schuldenerlass der Kreditinstitute im Falle Griechenlands Gegenstand von Untersuchungen, ob bei Credit Default Swaps die Sicherungsgeber zahlungspflichtig würden. Das ist durch das zuständige ISDA Determinations Committee im Juli 2011 verneint worden, weil es sich um einen freiwilligen Verzicht einer einzelnen Gläubigergruppe – der Banken – und zudem nicht um einen globalen Schuldenerlass gehandelt habe.

## Krisenszenario bei zwischenstaatlichem Schuldenerlass
Häufig hat in der Vergangenheit der Verfall der Rohstoffpreise zu sinkenden Exporterlösen bei Entwicklungsländern geführt. Die mit einem variablen Zinssatz versehenen Schulden der Entwicklungsländer bewirkten bei einem Zinsanstieg höhere Ausgaben für Zinsen, die ganz oder teilweise nicht mehr durch Exporterlöse gedeckt werden konnten. Zudem waren die Schulden in US-Dollar denominiert, sodass in Landeswährung wechselkursbedingt ein immer höher werdender Rückzahlungsaufwand erforderlich wurde. Die aufgenommenen Kredite wurden vielfach nicht entwicklungskonform verwendet (hohe Versickerung durch Korruption, Investitionen in wirtschaftlich unsinnige Prestigeprojekte, Rüstungsausgaben), sodass die Schuldenlast eine immer größere Belastung darstellte. Überhöhte Staatsausgaben und eine expansive Geldpolitik führten zu einem Vertrauensverlust der Bürger der Entwicklungsländer in die eigene Währung mit der Folge einer Kapitalflucht.
Eine leistungsbilanzbelastende Interventions- und Wechselkurspolitik vieler Entwicklungsländer hat deren Krise häufig noch verschärft. Ihre hohe Auslandsverschuldung bewirkte eine abnehmende Kreditwürdigkeit, sodass Gläubiger sich mit weiteren Krediten zurückhielten. Der Wachstumsprozess vieler Entwicklungsländer wurde dadurch unterbrochen, sodass sich getätigte Investitionen nicht mehr amortisierten.

## Erfahrungen mit dem Schuldenerlass
Erfahrungen mit Schuldenerlassmaßnahmen in den letzten 30 Jahren geben Anlass zu Skepsis. Trotz verschiedener Erlassmaßnahmen in den 1970er Jahren stiegen die Schulden der HIPC-Länder von 47 Milliarden US$ im Jahre 1980 auf 159 Milliarden US$ im Jahr 1990, um bis 1999 auf 169 Milliarden US$ weiter anzuwachsen. Während den hochverschuldeten armen Ländern von 1987 bis 1997 Schulden in Höhe von 33 Milliarden US$ erlassen worden waren, stieg ihre Neuverschuldung im gleichen Zeitraum auf 41 Milliarden US$. Häufig wurden neue Kredite aufgenommen, um den Schuldendienst für die nicht erlassenen Altkredite aufrechterhalten zu können. Einer Untersuchung der Weltbank zufolge haben von den 26 Ländern, die bisher Schuldenerleichterungen erhielten, 12 Länder schlechte Aussichten, mittelfristig ihre Schuldentragfähigkeit auf einem nachhaltigen Niveau zu halten. Ein Schuldenerlass zielt eigentlich darauf ab, die Armut in den HIPC-Staaten zu verringern und das Wirtschaftswachstum zu verbessern; keines der Ziele ist je erreicht worden.
Die Schuldenlast eines Staates wird als tragfähig angesehen, wenn das Verhältnis der Auslandsverschuldung zu den jährlichen Exporterlösen 150 % nicht übersteigt. Damit haben Exporteinnahmen einen großen Einfluss auf das Erreichen und Beibehalten der Schuldentragfähigkeit. Die Quote aus Schulden/Export bezieht sich auf Schulden im Zähler und Exporteinnahmen im Nenner. Wenn Exporteinnahmen fallen und der Schuldenstand gleich bleibt, sinkt die Schuldentragfähigkeit. Das Wirtschaftswachstum einiger Entwicklungsländer, insbesondere deren Exporterlöse, werden nicht ausreichen, um genügend Devisen für die Aufrechterhaltung des Schuldendienstes (Kreditzinsen und Tilgung) zu erwirtschaften. Wesentliche Ursachen sind die ungünstige Außenwirtschaftsstruktur mit häufig nur ein bis zwei dominierenden Exportgütern (Monostruktur), ferner eine schlechte makroökonomische Politik, eine fehlende Transparenz und Rechenschaftslegung im öffentlichen Sektor, eine geringe Produktivitätsentwicklung sowie kontraproduktive Versickerung.
Die HIPC-Länder weisen eine äußerst schmale Exportbasis auf – die meisten von ihnen bestreiten mehr als die Hälfte ihrer Exporteinnahmen aus ein bis drei Primärgütern (Rohstoffen) und besitzen damit einen geringen Diversifizierungsgrad mit hohen Erlösrisiken. So erwirtschaftet beispielsweise Benin 84 % seiner Exporteinnahmen aus der Ausfuhr von Baumwolle. Die Weltmarktpreise dieser Güter weisen seit einigen Jahren einen Abwärtstrend auf. Weitere Faktoren, die zur Verschlechterung der Terms of Trade der HIPC-Länder führten, waren die Verteuerung wichtiger Importgüter (etwa Erdöl) und die Abwertung der Währungen von HIPC-Ländern gegenüber dem US-Dollar. Die Abhängigkeit von nur wenigen Rohstoffen für den Export ist ein Problem für die meisten hoch verschuldeten armen Länder. Im April 2002 wiesen von 24 HIPC-Ländern 20 Länder nur drei Güter mit über 45 % Exportanteil aus. Handelsbarrieren der Industriestaaten, insbesondere für Agrarprodukte, erschweren es den Entwicklungsländern, ihre Exporte zu diversifizieren und auszuweiten. In einigen Fällen belasteten umfangreiche öffentliche Investitionen mit erheblichem Importbedarf zusätzlich das Leistungsbilanzdefizit. Infolge geringerer Einnahmen und höherer Ausgaben des Staates sowie fehlender effizienter Finanzplanung konnte etwa die Hälfte der HIPC-Länder nicht wie vorgesehen ihr Haushaltsdefizit reduzieren. Korruption und fehlende demokratische Kontrolle öffentlicher Finanzen tragen in erheblichem Maße dazu bei, dass es vielen HIPC-Ländern bisher nicht gelungen ist, ihre Überschuldung nachhaltig abzubauen.

## Langfristige Lösungsansätze
Schuldnerländer müssen insbesondere ihre Interventions- und Wechselkurspolitik revidieren, verbesserte Rahmenbedingungen bei ausländischen Direktinvestitionen schaffen, durch geldpolitische Maßnahmen die inländische Ersparnisbildung verbessern und die Defizite ihres Staatshaushaltes verringern. Andererseits sollten Industrieländer verstärkt technische und finanzielle Hilfe leisten und ihre Märkte durch entsprechende Deregulierung für Exporte der Entwicklungsländer öffnen (Baker-Plan, Brady-Initiative).
Zur Verbesserung ihrer wirtschaftlichen Entwicklung benötigen Entwicklungsländer neue Kredite zur Ausweitung ihr industriellen Kapazitäten und für Infrastrukturinvestitionen sowie für sozialpolitische Maßnahmen.

## Stufen zum Schuldenerlass bei Staaten
Schuldentragfähigkeit ist für einen Staat gerade noch vorhanden, wenn
- eine Schuldenquote unterhalb von 200–250 Prozent (bei Barwertkalkulation (Net Present Value; NPV)) der Staatseinnahmen,
- ein Schuldendienstdeckungsgrad unter 20–25 Prozent der Staatseinnahmen,
- ein Verhältnis der Schulden (NPV) zu den Staatseinnahmen von 280 Prozent und zusätzlich hohe Steueraufbringungsbemühungen (Steuereinnahmen/Bruttoinlandsprodukt >20 Prozent)

nachgewiesen werden kann und das Verhältnis
- Schulden/Exporterlöse 150 Prozent

nicht überschritten wird.
Um an der HIPC-Initiative teilnehmen zu können, muss ein Land bestimmte Voraussetzungen erfüllen und drei Stufen durchlaufen.
- Stufe 1: Zunächst muss das Land vom IWF und der Weltbank als „arm“ und „hoch verschuldet“ eingestuft werden. Bei arm wird vorausgesetzt, dass das Bruttosozialprodukt pro Kopf unter 925 US-Dollar liegen muss, hoch verschuldet erfordert, dass die Auslandsschulden höher sein müssen als 150 % der jährlichen Exporterlöse oder mehr als 250 % der Staatseinnahmen betragen müssen.
- Stufe 2: Legen Länder, die Stufe 1 erreicht haben, zusätzlich von IWF/Weltbank akzeptierte Konzepte für eine gute Regierungsführung (engl. good governance) und zur Armutsbekämpfung vor, erreichen sie den so genannten Entscheidungspunkt, bei dem ihnen eine Schuldendienstentlastung (Wegfall von Zinsen und Tilgungen) gewährt wird.
- Stufe 3: Kann ein Staat während einer nicht befristeten Bewährungszeit seine Konzepte zur guten Regierungsführung und Armutsbekämpfung tatsächlich erfolgreich umsetzen, erreicht er den so genannten Vollendungspunkt, bei dem dann ein Teil seiner Schulden tatsächlich erlassen wird.

## Geschichte

### Schuldenerlass in der griechischen Antike
Seisachtheia (altgriechisch σεισάχθεια ‚Schuldenerlass‘) ist ein Begriff aus dem antiken griechischen Recht. Er wird vor allem verwendet im Zusammenhang mit den gesetzgeberischen Reformen, die Solon seit 594 v. Chr. in Athen durchführte. Bei der Seisachtheia ging es darum, die einen Großteil der Bevölkerung ausmachenden Hektemoroi, die sich hoch verschuldet und ihren Grundbesitz belastet hatten, vor dem Abgleiten in völlige Verarmung und Sklaverei zu bewahren. Die wirtschaftspolitischen Reformen Solons stießen bei der Aristokratie Athens auf Widerstand. Es ist nicht genau bekannt, in welchem Ausmaß er sie tatsächlich durchsetzen konnte, wie sie im Einzelnen beschaffen waren und wie lange sie galten.

### Erwähnung in der Bibel
In 5. Mose 15, 1–2 wird gefordert, dass jedes siebte Jahr – das sogenannte Sabbatjahr – in Israel ein Schuldenerlass ausgerufen werde. Jeder Israelit soll die Darlehen, die er gegeben hat, „loslassen“. Mit diesem Konzept des Schuldenerlassen stark verbunden ist die Idee, dass der Acker nach sieben Jahren nicht bearbeitet werden, sondern brach liegen soll (Sabbatjahr). So werde Gott geehrt, wie er am Sabbat geehrt wird. So ist das Sabbatjahr und der Schuldenerlass ein Gottesdienst, er geschieht für Gott (5. Mose 15,2). Alle sieben Jahre musste ein israelischer Gläubiger seinen Landsleuten die Schulden erlassen, nur bei Ausländern durfte die Schuld eingetrieben werden (5. Mose, 15, 7). Der soziale Zweck bestand darin, dass die schlimmsten Verschuldungen abgebaut werden sollten. Das Konzept des Erlassjahres galt aber nur innerhalb des Volkes Israel. Darlehen an Ausländer behielten ihre Gültigkeit.
Dem Buch Nehemia (5. Kapitel) zufolge musste sich beim Wiederaufbau Jerusalems die arme Bevölkerung bei der reichen verschulden und ihren Grundbesitz verpfänden. Der Protest der Armen führte zu einem Schuldenerlass durch Nehemia mit der Folge, dass die Armen ihren Grundbesitz behalten durften.
Auch zur Zeit Jesu kannte man dieses Konzept noch. Rabbi Hillel kritisierte allerdings, dass die Armen vor dem Erlassjahr keine Kredite mehr bekamen.

### Frühere Neuzeit
Unter anderem während des sechzehnten und siebzehnten Jahrhunderts beschäftigten sich Kanonisten und Theologen, insbesondere aus der Schule von Salamanca, mit der Frage der Tilgung privater Schulden. Wenn zum Beispiel ein vollständiger Schuldenerlass (remissio debiti) nicht empfohlen wurde, um die Verbindlichkeit der vertraglichen Verpflichtungen zu wahren, konnte dem Schuldner, der sich in einer Situation äußerster Notwendigkeit oder Gefahr eines erheblichen Schadens befand, eine Zahlungsfrist (dilatio debiti) eingeräumt werden.

## Schuldenerlass als Mittel der Politik
Schon in der Vergangenheit wurden einigen Staaten die Schulden erlassen. Dabei geht es nicht nur darum, dass der Schuldnerstaat von seinen Schulden befreit wird, sondern auch darum, dass sich die politischen und wirtschaftlichen Beziehungen zwischen den Staaten verbessern und eine Stabilisierung der Gesamtwirtschaftslage eintritt.
So wurde Deutschland im Februar 1953 im Londoner Schuldenabkommen eine Entschuldung zuteil; die Hälfte der Schulden von 29,7 Mrd. DM wurden der Bundesrepublik damals erlassen, die in der Zeit des Nationalsozialismus ausgebliebenen Zinszahlungen wurden annulliert und die Restschuld wurde zu günstigen Bedingungen langfristig umgeschuldet – der Schuldendienst musste nur dann geleistet werden, wenn Deutschland Einnahmen aus Exporten erzielte. Der Schuldenerlass und die Umschuldung waren eine der Ursachen für das Wirtschaftswunder in der Bundesrepublik. Insbesondere der größte Gläubiger, die USA, war an einem vorteilhaften Abkommen für Deutschland interessiert, um es als Verbündeten im Kalten Krieg zu gewinnen.
Von historischer Dimension war auch der Schuldenerlass, den die G8-Staaten im Juni 2005 ausgesprochen hatten. Hiernach war konkret vorgesehen, innerhalb der nächsten 10 Jahre bestimmten Schuldnerstaaten zwischen 700 und 950 Millionen Euro durch Weltbank, Internationalen Währungsfonds (IWF) sowie die Afrikanische Entwicklungsbank zu erlassen. Der Schuldenerlass wurde an die Bedingung einer „guten Regierungsführung“ geknüpft, etwa für den Kampf gegen die Korruption und die sinnvolle Verwendung der Mittel, beispielsweise für das Bildungs- und Gesundheitswesen. Die mit einem Schuldenerlass verknüpften politischen Bedingungen sind in den hochverschuldeten Staaten die Grundvoraussetzung, strukturelle Änderungen einzuleiten, die das Risiko eines künftigen Schuldenerlasses mindern helfen (Konditionalität).

## Wirtschaftliche Aspekte
Der Schuldenerlass ist im Vergleich zu anderen Restrukturierungsmaßnahmen die gravierendste für Gläubiger und Schuldner. Während Gläubiger hierdurch einen gewinnmindernden oder verlusterhöhenden Forderungsverlust verkraften müssen, entfallen für Schuldner ein entsprechender Schuldendienst und möglicherweise die Insolvenz. Mit einem Schuldenerlass müssen gravierende Umorganisationsmaßnahmen einhergehen, die auf eine Verbesserung der Wirtschaftsstruktur oder der Produktionsstruktur (bei Staaten) oder der Unternehmensstruktur (bei Unternehmen) abzielen. Gleichzeitig ist es sinnvoll, eine eventuell vorhandene Schuldenmentalität zu beseitigen. Erst dann ist es möglich, einen langfristigen Turnaround zu erreichen.